# Тау¹ Эридана
Тау1 Эридана, (τ1 Эридана, Tau1 Eridani, τ1 Eridani, сокращ.  Tau1 Eri, τ1 Eri) — звезда в северном созвездии Эридана. Звезда имеет видимую звёздную величину 4.46m, и, согласно шкале Бортля, видна невооружённым глазом даже на городском небе (англ. City sky).
Из измерений параллакса, полученных во время миссии Hipparcos, известно, что звезда удалена примерно на 46,1 св. лет (14,2 пк) от Солнца. Звезда наблюдается южнее 72° с. ш., то есть южнее Мурманска (68,5° с. ш.) и Рейкьявика (64° с. ш.). Лучшее время наблюдения — ноябрь.

## Имя звезды
τ1 Eridani — (латинизированный вариант лат.  Tau1 Eridani) является обозначением Байера. У звезды также имеется обозначение данное Флемстидом — 1 Eridani.
В китайской астрономии, звезда относится к созвездию (昴宿, pinyin: Mǎo Xiù) « Волосатая голова» и входит в астеризм, 天苑 (Tiān Yuàn что означает «Небесные Луга» (англ. Celestial Meadows), состоящему из γ Эридана, π Эридана, δ Эридана, ε Эридана, ζ Эридана, η Эридана,  π Кита, τ1 Эридана, τ2 Эридана, τ3 Эридана, τ4 Эридана, τ5 Эридана, τ6 Эридана, τ7 Эридана, τ8 Эридана и τ9 Эридана. Следовательно, сама τ1 Эридана известна как 天苑九 (Tiān Yuàn jiǔ, англ. the Eighth Star of Celestial Meadows — «Восьмая звезда Небесного Луга»).

## Свойства звезды
Спектральный класс Тау1 Эридана — F7V, что означает, что она несколько больше (1,28 {\displaystyle R_{\bigodot }}) и ярче Солнца (2,78 {\displaystyle L_{\bigodot }}), также это указывает на то, что звезда использует водород в своём ядре в качестве ядерного «топлива», то есть находится на главной последовательности. Звезда излучает энергию со своей внешней атмосферы при эффективной температуре около 6 231 К, что придаёт ей жёлто-белый оттенок звезды F-типа.
Для того чтобы наша Земля получала примерно столько же тепла от Солнца, её надо поместить на расстоянии 1,67 а.е. (то есть практически за орбитой Марса). Причём с такого расстояния размеры Тау1 Эридана выглядели бы практически как наше Солнце с Земли — 0,41°, по сравнению с угловым диаметром нашего Солнца — 0,5°, однако, ни одной планеты у звезды пока не обнаружено.
Звезда имеет поверхностную гравитацию 4,34 СГС или 218,8 м/с2, то есть немного меньше солнечной (274,0 м/с2). Звезды, имеющие планеты, имеют тенденцию иметь большую металличность по сравнению с Солнцем, в то время как Тау1 Эридана имеет меньшую металличность: содержание железа в ней относительно водорода составляет 83 % от солнечного. Вращаясь с экваториальной скоростью 28,02 км/с (то есть со скоростью практически в 14 раз больше солнечной), этой звезде требуется порядка 2,7 дней, чтобы совершить полный оборот, что, видимо, вызывает значительную магнитную активность. Тау1 Эридана имеет возраст 1,8 млрд. лет, что весьма немого по сравнению со сроком жизни карликов с водородным «горением», которая оценивается в 4,9 млрд. лет.
Тау1 Эридана показывает избыток излучения в умеренно-дальнем инфракрасном диапазоне на длинах волн 12, 25, 60 и 100 мкм, что было обнаружено Инфракрасной астрономической обсерваторией (IRAS) и опубликовано в 1993 году. Это позволяет предположить, что вокруг звезды вращается холодный остаточный диск радиусом около 500 а.е.. Было также высказано предположение, что, если бы звёздная система наблюдалась на более длинных волнах, вполне вероятно, что остаточный диск имел бы радиус значительно больший, чем 500 а.е.. Более поздние наблюдения космического телескопа Спитцер, опубликованные в 2004 году, не обнаружили существенного избытка инфракрасного излучения вокруг звезды в диапазоне длин волн 14−35 мкм.

## Возможная двойственность звезды
Тау1 Эридана, имеет близкого спутника, о котором ничего не известно, за исключением спектроскопически определённого орбитального периода в 958 дней (орбитальный период Марса — 686,98 дней). Предполагая, что этот спутник имеет меньшую массу. Законы Кеплера показывают, что Тау1 Эридана B вращается вокруг Тау1 Эридана A на расстоянии 2 а.е.. Если Тау1 Эридана B вносит какой-либо вклад в систему Тау1 Эридана, то это значит, что Тау1 Эридана A имеет ещё меньшую светимость и массу, чем указано выше. Возможно, что Тау1 Эридана B является карликом спектрального класса K и вращается со скоростью 35,3 км/с.
Тау1 Эридана также имеет пояс, который состоит в основном из малых тел, то есть материала, оставшегося после формирования системы Тау1 Эридана и который может быть похож на наш собственный пояс Койпера (кольцо пыли вне орбиты Нептуна). Этот пояс может находиться на расстоянии от 50 до 100 а.е. и может указывать на какую-то планетную систему с двумя внутренними звёздами, хотя на самом деле ничего не обнаружено.
Само движение Тау1 Эридана, тем не менее, показывает, что звезда это посетитель из другой части Галактики, так как звезда движется с довольно большой скоростью — +26 км/с относительно Солнца, что почти в два раз больше, чем у местных звёзд Галактического диска. Также это значит, что звезда удаляется от Солнца.

## Ближайшее окружение звезды
Следующие звёздные системы находятся на расстоянии в пределах 20 световых лет от системы Тау1 Эридана (включены только: самая близкая звезда, самые яркие (<6,5m) и примечательные звёзды). Их спектральные классы приведены на фоне цвета этих классов (эти цвета взяты из названий спектральных типов и не соответствуют наблюдаемым цветам звёзд):
| Звезда         | Спектральный класс | Расстояние, св. лет |
| LHS 1415       | DC wd              | 6.72                |
| Альфа Печи     | F7 V               | 9.66                |
| EP Эридана     | K2 V               | 12.43               |
| 10 Тельца      | F8 V               | 17.90               |
| Тау6 Эридана   | F3 V               | 18.74               |
| Дельта Эридана | K0e IV             | 19.26               |
| CC Эридана     | K7e V              | 19.84               |